# Melanaphis daisenensis
Melanaphis daisenensis är en insektsart. Melanaphis daisenensis ingår i släktet Melanaphis och familjen långrörsbladlöss. Inga underarter finns listade i Catalogue of Life.